# Diocesi di Novica
La diocesi di Novica (in latino: Dioecesis Novicensis) è una sede soppressa e sede titolare della Chiesa cattolica.

## Storia
Novica, forse identificabile con le rovine di Ain-Nouïssy nell'odierna Algeria, è un'antica sede episcopale della provincia romana della Mauritania Cesariense.
Unico vescovo conosciuto di questa diocesi africana è Donato, il cui nome appare al 7º posto nella lista dei vescovi della Mauritania Cesariense convocati a Cartagine dal re vandalo Unerico nel 484; Donato era già deceduto all'epoca della redazione di questa lista.
Dal 1933 Novica è annoverata tra le sedi vescovili titolari della Chiesa cattolica; dal 2 agosto 2008 l'arcivescovo, titolo personale, titolare è Jude Thaddeus Okolo, nunzio apostolico nella Repubblica Ceca.

## Cronotassi

### Vescovi residenti
- Donato † (prima del 484)

### Vescovi titolari
- Angelo Pedroni † (7 aprile 1965 - 24 giugno 1992 deceduto)
- Thomas Joseph Tobin (3 novembre 1992 - 5 dicembre 1995 nominato vescovo di Youngstown)
- Stanisław Ryłko (20 dicembre 1995 - 24 novembre 2007 nominato cardinale diacono del Sacro Cuore di Cristo Re)
- Jude Thaddeus Okolo, dal 2 agosto 2008